# Campionato mondiale di snooker 1937
Il Campionato mondiale di snooker 1937 è l'11ª edizione di questo torneo, che si è disputato dal 22 febbraio al 20 marzo 1937, presso la Thurston's Hall di Londra, in Inghilterra.
Il torneo è stato vinto da Joe Davis, il quale ha battuto in finale Horace Lindrum per 32-29. L'inglese si è aggiudicato così il suo undicesimo Campionato mondiale consecutivo.
Il campione in carica era Joe Davis, il quale ha confermato il titolo.
Durante il corso del torneo è stato realizzato un century break, una serie da 103 messa a referto da Joe Davis.

## Programma
| Incontro                    | Turno            | Date di gioco              |
| --------------------------- | ---------------- | -------------------------- |
| Horace Lindrum-Sydney Lee   | Quarti di finale | dal 22 al 24 febbraio 1937 |
| Willie Smith-Tom Newman     | Quarti di finale | dal 25 al 27 febbraio 1937 |
| Sidney Smith-Alec Brown     | Quarti di finale | dal 1° al 3 marzo 1937     |
| Joe Davis-Bill Whiters      | Quarti di finale | dal 4 al 6 marzo 1937      |
| Horace Lindrum-Willie Smith | Semifinali       | dall'8 al 10 marzo 1937    |
| Joe Davis-Alec Brown        | Semifinali       | dall'11 al 13 marzo 1937   |
| Joe Davis-Horace Lindrum    | Finale           | dal 15 al 20 marzo 1937    |

## Tabellone
|  | Quarti di finale 31 frames | Quarti di finale 31 frames | Quarti di finale 31 frames |                |                        | Semifinali 31 frames | Semifinali 31 frames | Semifinali 31 frames |  |  | Finale 61 frames       | Finale 61 frames | Finale 61 frames |
|  |                            |                            |                            |                |                        |                      |                      |                      |  |  |                        |                  |                  |
|  | Inghilterra (bandiera)     | Joe Davis                  | 30                         |                |                        |                      |                      |                      |  |  |                        |                  |                  |
|  | Galles (bandiera)          | Bill Whiters               | 1                          |                |                        |                      |                      |                      |  |  |                        |                  |                  |
|  | Galles (bandiera)          | Bill Whiters               | 1                          |                | Inghilterra (bandiera) | Joe Davis            | 18                   |                      |  |  |                        |                  |                  |
|  |                            |                            |                            |                | Inghilterra (bandiera) | Joe Davis            | 18                   |                      |  |  |                        |                  |                  |
|  |                            | Inghilterra (bandiera)     | Sidney Smith               | 13             |                        |                      |                      |                      |  |  |                        |                  |                  |
|  | Inghilterra (bandiera)     | Inghilterra (bandiera)     | Sidney Smith               | 13             | Sidney Smith           | 20                   |                      |                      |  |  |                        |                  |                  |
|  | Inghilterra (bandiera)     |                            |                            |                | Sidney Smith           | 20                   |                      |                      |  |  |                        |                  |                  |
|  | Inghilterra (bandiera)     | Alec Brown                 | 13                         |                |                        |                      |                      |                      |  |  |                        |                  |                  |
|  |                            |                            |                            |                |                        |                      |                      |                      |  |  | Inghilterra (bandiera) | Joe Davis        | 32               |
|  |                            |                            | Australia (bandiera)       | Horace Lindrum | 29                     |                      |                      |                      |  |  |                        |                  |                  |
|  | Australia (bandiera)       | Horace Lindrum             | 20                         |                |                        |                      |                      |                      |  |  |                        |                  |                  |
|  | Inghilterra (bandiera)     | Sydney Lee                 | 11                         |                |                        |                      |                      |                      |  |  |                        |                  |                  |
|  | Inghilterra (bandiera)     | Sydney Lee                 | 11                         |                | Australia (bandiera)   | Horace Lindrum       | 20                   |                      |  |  |                        |                  |                  |
|  |                            |                            |                            |                | Australia (bandiera)   | Horace Lindrum       | 20                   |                      |  |  |                        |                  |                  |
|  |                            | Inghilterra (bandiera)     | Willie Smith               | 11             |                        |                      |                      |                      |  |  |                        |                  |                  |
|  | Inghilterra (bandiera)     | Inghilterra (bandiera)     | Willie Smith               | 11             | Willie Smith           | 16                   |                      |                      |  |  |                        |                  |                  |
|  | Inghilterra (bandiera)     |                            |                            |                | Willie Smith           | 16                   |                      |                      |  |  |                        |                  |                  |
|  | Inghilterra (bandiera)     | Tom Newman                 | 15                         |                |                        |                      |                      |                      |  |  |                        |                  |                  |

| Finale (61 frames) Thurston's Hall, Londra, dal 15 al 20 marzo 1937. Arbitro: ? |       |                |
| Joe Davis                                                                       | 32–29 | Horace Lindrum |
|                                                                                 |       |                |
| Joe Davis vince il Campionato mondiale di snooker 1937                          |       |                |